# Nielsen & Winther
Nielsen & Winther var en dansk maskinfabrik og flyfabrikant stiftet som aktieselskab i 1873.
Fabrikken lå først på Blegdamsvej 60 i København i en bygning fra 1897-1899 af arkitekt Axel Berg og siden i Ryesgade 51-55 (1916 ved Frederik Wagner) og i et stort fabrikskompleks på Øresundsvej 147 på Amager opført 1917-1921 ved arkitekt Frederik Wagner. Denne fabrik blev kort efter opførelsen overtaget af Vølund og revet ned i 2000-01. Fabrikken havde desuden bygninger i Københavns Frihavn; det senere Riffelsyndikatet, der også var tegnet af Wagner i 1917.
Maskinfabrikken Nielsen og Winther oprettede i 1916 en aeroplanafdeling, som i 1917 leverede 6 fly af typen Nielsen & Winther Type AA til Hærens Flyvertropper. Det første fly blev taget i brug i januar 1917. 3 af flyvene gik tabt som følge af ulykker, hvorfor de resterende fly fik flyveforbud. I dag findes et replika af flyet Type AA på Danmarks Tekniske Museum i Helsingør.

## Ledelse
Denne liste er ufuldstændig; hjælp gerne med at udfylde den.
- 1897-1907: P.N. Holst, direktør
- 1907-: F.H.J. Rambusch, direktør

|  | Denne artikel om en bygning eller et bygningsværk kan blive bedre, hvis der indsættes et (bedre) billede. Du kan hjælpe ved at afsøge Wikimedia Commons for et passende billede eller lægge et op på Wikimedia Commons med en af de tilladte licenser og indsætte det i artiklen. |

|  | Denne artikel er mærket geografiske koordinater mangler og der er defineret et hovedkvarter Pt. kan skabelonen, som sættes denne besked, ikke håndtere geografiske koordinater på et hovedkvarter. Men der arbejdes på sagen. Du kan hjælpe ved at indsætte koordinater i wikidata. |